# Báthory Gábor (református lelkész)
Báthory Gábor (Pest, 1798. január 27. – Buda, 1872. november 2.) református lelkész, miniszteri tanácsos.

## Élete
Báthory Gábor fia volt. Tanulmányait Pesten kezdte és Debrecenben 1812–1820 fejezte be. Papi vizsgát 1821-ben tett Pesten; 1823 tavaszáig Bécsben tartózkodott. Ekkor dunaszentgyörgyi, 1824–1835-ben fülöpszállási, 1835–1861-ben nagykőrösi lelkész volt. 1824-ben egyházkerületi tanácsbíró és papi censor, 1829-ben egyházkerületi aljegyző, 1830-ban országgyűlési pap, 1836-ban a kecskeméti egyházmegye főjegyzője, 1847-ben egyházkerületi főjegyző, 1854–1859-ben decemberéig püspökhelyettes volt. 1860. április 30-án császári és királyi miniszteri tanácsossá neveztetett ki. 1861. április 2-án nyugalomba vonult. 1872-ben hunyt el kolerában.

## Munkái
- 1. Hódolat emléke és hála oszlopa. Kecskemét, 1847 (József főh. nádor végtisztességére)
- 2. A dunamelléki ref. egyházkerület névtára 1848-ik évre. Uo.
- 3. A közjót munkálkodó szent hivatalnak hasznos volta, melyet Polgár Mihály szuperintendens hamvai felett halotti tanításban előadott. Pest, 1854
- 4. Magnifico domino Gabrieli Sebestyén. Sopronii. 1858 (latin és magyar üdvözlő versek Rudolf trónörökös születésére)

A Pallas Debrecina-ban egy Hymnusa (1819) és Epithalomiuma (1822), a Protestáns Lelkészi Tárban (1854) Az úrtól rendelt örömnap cz. egyházi beszéde, Fördős Papi Dolgozatok Gyászesetekre című folyóiratában (XII. XIII. 1865. 1867.) több beszéde jelent meg.
Kéziratban alkalmi latin versei és néhány prédikációi maradtak fenn.